# Petoskey
Petoskey – miasto w Stanach Zjednoczonych, w stanie Michigan, siedziba administracyjna hrabstwa Emmet.